# Лушпа Михайло Панасович
Михайло Панасович Лушпа (4 жовтня 1920, село Могриця, тепер Сумського району Сумської області — 23 травня 2007, Суми) — комуністичний та господарський діяч у Конотопі та Сумах. Перший секретар Сумського міськкому КПУ (1972—1988). Депутат Верховної Ради УРСР 6-го, 9—11-го скликань.

## Життєпис
Народився в родині селянина-бідняка.
У 1940 році закінчив Сумську середню школу № 20. Навчався на архітектурному факультеті у Харківському інженерно-будівельному інституті.
З 1940 року — у Червоній армії: навчався у Вищому політичному училищі НКВС (місто Ново-Петергоф Ленінградської області). Проходив службу в полку охорони уряду Московського Кремля[джерело?] НКВС СРСР. Член ВКП(б) з 1941 року.
Закінчив Пензенське артилерійське училище, по його закінченні — командир взводу курсантів. Навчався в Московській артилерійській академії.
У 1947 році — завідувач відділу культурно-освітньої роботи виконавчого комітету Сумської міської ради депутатів трудящих. З 1947 року — інструктор, завідувач сектору партійної роботи відділу партійних, профспілкових і комсомольських органів Сумського обласного комітету КП(б)У.
У 1953 закінчив Вищу партійну школу при ЦК КПУ та Сумський державний педагогічний інститут імені Макаренка.
У 1953—1954 роках — 2-й секретар Конотопського міського комітету КПУ Сумської області. У 1954—1956 роках — голова виконавчого комітету Конотопської міської ради депутатів трудящих Сумської області.
У 1956 — грудні 1962 року — 1-й секретар Конотопського міського комітету КПУ Сумської області.
У січні 1963 — грудні 1964 року — голова виконавчого комітету Сумської обласної промислової ради депутатів трудящих.
У грудні 1964 — червні 1972 року — заступник голови виконавчого комітету Сумської обласної ради депутатів трудящих.
У червні 1972 — 1988 року — 1-й секретар Сумського міського комітету КПУ Сумської області.
Після виходу на пенсію, з 1988 року — заступник голови Сумської обласної організації Українського товариства охорони пам'яток історії та культури. Член Спілки архітекторів.
Помер 23 травня 2007 року. Похований на Центральному міському кладовищі міста Сум.

## Нагороди та відзнаки
- орден Жовтневої Революції
- орден Трудового Червоного Прапора
- орден Дружби народів
- орден Вітчизняної війни 2-го ст.
- два ордени «Знак Пошани»
- орден «За заслуги» III ступеня[1]
- орден Св. Рівноапостольного князя Володимира
- Почесна грамота Президії Верховної Ради Української РСР
- Лауреат премії Ради Міністрів СРСР
- лауреат Державної премії ім. Т. Г. Шевченка (1981)
- медалі
- почесне звання «Почесний громадянин міста Суми» (1994)

## Вшанування пам'яті
- його ім'ям названий проспект у місті Суми
- 7 вересня 2013 року, на День міста, біля дитячого парку «Казка» було відкрито пам'ятник